# Alpha (Band)
Alpha ist ein Trip-Hop-Projekt aus Bristol. Es wurde 1995 von den beiden Produzenten und Songwritern Corin Dingley und Andy Jenks gegründet.

## Bandgeschichte
Corin Dingley und Andy Jenks gründeten Alpha 1995 unter dem Projektnamen Ariel. Bereits vorher waren beide in den Bands The Experimental Pop Band und Statik Sound System aktiv und hatten mit beiden auch Alben veröffentlicht. Mit Ariel brachten die beiden die Single For the Armchair Traveller heraus, die die Aufmerksamkeit von Massive Attack, die ebenfalls aus Bristol stammen, erregte.
Massive Attack nahmen Alpha, wie sich das Duo fortab nannte, auf ihrem Virgin-Records-Sublabel Melankolic unter Vertrag. Mit Sänger Martin Barnard und Sängerinnen Wendy Stubbs und Helen White  nahm die Gruppe 1997 ihr Debütalbum Come from Heaven auf. Die Single Sometime Later erreichte Platz 91 der britischen Singlecharts, bis heute der einzige Charterfolg des Duos in den britischen Charts.
2001 folgte das zweite Album The Impossible Thrill sowie die Extended Play South. Auf dieser EP befindet sich das Jimmy-Webb-Cover This Is Where I Came In, auf dem Jarvis Cocker als Gastsänger zu hören ist.
Seit den Alben Made in Space und Stargazing (2013) veröffentlichen sie ihre Alben über ihr eigenes Independent-Label Don’t Touch, auf dem auch die Post-Rock-Band Blueneck unter Vertrag stand. Ihr größter Kritikererfolg wurde Stargazing, das unter anderem in Q und der Sunday Times gelobt wurde.
Es folgten eine Reihe weiterer Alben sowie diverse Remixe, unter anderem für Coldplay, Lambchop und Sunna.
Kurz vor der Veröffentlichung des Albums The Sky Is Mine (2007) verließ Andy Jenks das Projekt. Corin Dingley nahm das Album dann mit Hilfe des Keyboarders Peter Wild alleine auf. 2009 folgte eine Kollaboration mit dem Reggae-Sänger Horace Andy. Das Album erschien unter dem Titel Two Phazed People.
2012 erschien das Album Eleventh Trip und 2015 das bis dato letzte Album Loving Nobody, ein Doppelalbum.

## Diskografie
Alben
- 1997: Come from Heaven (Melankolic/Virgin Records/Caroline)
- 2001: The Impossible Thrill (Melankolic/Virgin Records/Astralwerks)
- 2003: Made in Space (Instrumentalmusik, Don’t Touch)
- 2003: Stargazing (Don’t Touch)
- 2004: Lost in a Garden of Clouds Part 1 (Instrumentalmusik, Don’t Touch)
- 2006: Lost in a Garden of Clouds Part 2 (Instrumentalmusik, Don’t Touch)
- 2007: The Sky Is Mine (Don’t Touch)
- 2009: Two Phazed People (mit Horace Andy, Don’t Touch)
- 2012: Eleventh Trip (Don’t Touch)
- 2013: Alpha.Blueneck (Remix-Album von Blueneck, Don’t Touch)
- 2015: Loving Nobody (Doppelalbum, Don’t Touch)
- 2021: Failure (Don’t Touch)

Kompilationen
- 1998: Pepper (Remixes) (Melankolic/Virgin Records/Caroline)
- 2006: Without Some Help (Don’t Touch)

Singles und EPs
- 1995: For the Armchair Traveller (Swarffinger Records) als Ariel
- 1997: Sometime Later (Melankolic/Delabel)
- 1998: Slim (Melankolic)
- 1998: With (Melankolic)
- 2001: South EP (Melankolic/Virgin Records)
- 2002: Revolution EP (Catalogue)
- 2003: Elvis (Don’t Touch)
- 2012: L’hiver (Download-EP, Don’t Touch)
- 2015: Salt (Download-EP, Don’t Touch)

Remixes (Auswahl)
- 1998: Massive Attack: Inertia Creeps
- 1998: Helena Noguerra feat. Perry Blake: All Shook Up
- 2000: Sunna: OD
- 2001: Coldplay: Yellow
- 2002: Lambchop: Is a Woman

Gastbeiträge
- 2008: Breakadawn auf Man in the Mirror von Mark Ronson Presents Rhymefest
- 2013: Wahre Schanzer und Schanzer Stolz auf Schanzerherz von Bonfire